# Les Cascades de Sant Antoni
Les Cascades de Sant Antoni és una obra realitzada per Albert Bierstadt, datada circa 1880-1887.

## Temàtica
Les Cascades de Sant Antoni eren unes importants cascades de l'alt Mississipi, situades l'actual ciutat de Minneapolis, Minnesota. El primer europeu que les va descriure i publicar va ésser el missioner franciscà Louis Hennepin, l'any 1680. Degut al seu ús abusiu per a activitats industrials econòmiques i urbanes, han quedat actualment molt desfigurades.

## Anàlisi
Oli sobre llenç; 96,8 x 153,7 cm.; 1880-87; Museu Thyssen-Bornemisza, Madrid.
Albert Bierstadt va visitar les cascades de Sant Antoni en la dècada de 1880, quan ja s'hi havia establert petites instal·lacions, i anava creixent la ciutat de Minneapolis. Tanmateix, a aquest llenç Bierstadt en va donar una versió idíl·lica, tractant de reconstruir-ne el seu atractiu originari.
Bierstadt dona el protagonisme del llenç a les cascades, donant-les unes dimensions exagerades, ja que considerava la geografia americana superior a l'europea en bellesa i monumentalitat. Com al llenç homònim Les Cascades de Sant Antoni (George Catlin), a aquesta pintura Bierstadt també hi representa petites figures davant l'imponent paisatge. Aquestes figures són les de tres natius nord-americans, i una figura amb vestimenta europea, que porta un barret. Dos natius reposen a l'ombra dels arbres, mentre el tercer està a punt de partir en una canoa. El personatge d'espatlles amb barret podria ésser un homenatge a Louis Hennepin, considerat el primer europeu que va visitar aquest indret, l'any 1680.